# Mishael Morgan
Marie-Charms Mishael Morgan (San Fernando, 15 luglio 1986) è un'attrice trinidadiana.

## Biografia
Marie-Charms Mishael Morgan è nata il 15 luglio 1986 a San Fernando. È la figlia di Michael Morgan e Sharon Lee. Ha una sorella maggiore, Maggris, e una sorella minore, Monique. Quando aveva 5 anni, si è trasferita a New York con la famiglia, ma successivamente lei e la sua famiglia si sono stabiliti a Mississauga. Ha frequentato la York University di Toronto, e in seguito ha iniziato la sua carriera da attrice.

## Carriera
Ha iniziato a recitare nel 2008, nelle serie M.V.P. e The Best Years e nel film Love Guru. L'anno seguente, ha recitato in 20 episodi della serie di YTV, Family Biz. Nel 2012 ha avuto un ruolo ricorrente nella serie comica-drammatica Republic of Doyle, ed è apparsa nel film, diretto da Len Wiseman Total Recall - Atto di forza. Inoltre, ha anche recitato in Supernatural, Beauty and the Beast e The Listener. Nel 2014, ha recitato nella serie TV della The CW, Backpackers. Dal 2013 al 2018, Morgan ha iniziato ad interpretare Hilary Curtis nella soap opera della CBS, Febbre d'amore. Nel 2019, ha confermato il suo ritorno nello show, interpretando il nuovo personaggio Amanda Sinclair.  Per questo ruolo, il 24 giugno 2022 è diventata la prima donna di colore a vincere un Daytime Emmy Award per la miglior attrice protagonista in una serie drammatica.

## Vita privata
Nel 2012, ha sposato Navid Ali. La coppia ha due figli.

## Filmografia

### Cinema
- Love Guru (The Love Guru), regia di Marco Schnabel (2008)
- Il gioco dei soldi (Casino Jack), regia di George Hickenlooper (2010)
- This is Beat - Sfida di ballo (Beat the World), regia di Robert Adetuyi (2011)
- Total Recall - Atto di forza (Total Recall), regia di Len Wiseman (2012)
- Swearnet: The Movie, regia di Warren P. Sonoda (2014)
- Night Cries, regia di Andrew Cymek (2015)
- Sway, regia di Charlie Hamilton (2024)

### Televisione
- M.V.P. - serie TV, episodio 1x07 (2008)
- The Best Years - serie TV, 8 episodi (2008-2009)
- Family Biz - serie TV, 20 episodi (2009)
- Un marito per due gemelle (Double Wedding), regia di Craig Pryce - film TV (2010)
- Covert Affairs - serie TV, episodio 1x01 (2011)
- She's the Mayor - serie TV, episodio 1x04 (2011)
- Awakening, regia di David Von Ancken - film TV (2011)
- Republic of Doyle - serie TV, 5 episodi (2012)
- Beauty and the Beast - serie TV, episodio 1x01 (2014)
- Supernatural - serie TV, episodio 8x15 (2013)
- The Listener - serie TV, episodio 4x11 (2013)
- Backpackers - serie TV, 5 episodi (2013)
- Febbre d'amore (The Young and the Restless) - serie TV, 802 episodi (2013-in corso)
- Dark Rising: Warrior of Worlds - serie TV, 5 episodi (2014)
- Hometown Holiday, regia di Justin G. Dyck - film TV (2018)
- Chicago Med - serie TV, 3 episodi (2022-2023)
- Most Dangerous Game - serie TV, episodio 2x11 (2023)
- Sworn Justice: Taken Before Christmas, regia di Nicole G. Leier - film TV (2023)
- Christmas with a Kiss, regia di Roger M. Bobb - film TV (2023)
- Dress for Success, regia di Erskine Forde - film TV (2023)

### Cortometraggi
- Verona, regia di Laurie Lynd (2010)

## Riconoscimenti
- Daytime Emmy Awards
  - 2018 - Candidatura alla miglior attrice non protagonista in una serie drammatica per Febbre d'amore
  - 2019 - Candidatura alla miglior attrice non protagonista in una serie drammatica per Febbre d'amore
  - 2022 - Miglior attrice protagonista in una serie drammatica per Febbre d'amore